# Caryanda miaoershana
Caryanda miaoershana är en insektsart som beskrevs av Fu, Peng, Z. Zheng och Jianhua Huang 2002. Caryanda miaoershana ingår i släktet Caryanda och familjen gräshoppor. Inga underarter finns listade i Catalogue of Life.